# Dösjebro
Dösjebro (äldre stavning: Dösjöbro) är en tätort i Kävlinge kommun i Skåne län.
Dösjebro avgränsas norrut av Saxån och i övriga riktningar av öppna fält. 

## Historia
Saxåns stränder är ett av de områden i Skåne och Sverige med tidigast tecken på bofast befolkning. I Dösjebro har arkeologer funnit spår av ett pallisadverk från neolitisk tid som liknar de anläggningar man funnit i Sarup på Fyn och på flera andra platser i Skåne. Innanför pallisaden hittades resterna av en omfattande produktion av flintyxor. I samband med Västkustbanans utbyggnad har mängder av andra arkeologiskt intressanta fynd gjorts, bland annat en sköldbuckla från förromersk järnålder.
Grannbyarna Annelöv, Västra Karaby och Dagstorp (i Dagstorps distrikt) har många fornlämningar, och är medeltida kyrkbyar. Mellan Dösjebro och Annelöv finns bland annat en 6 000-årig långhög nära ån, höjderna Karaby Backar och Dagstorps Backar är översållade av gravhögar. Den ursprungliga bosättningen vid Saxån resulterade så småningom i byn Annelöv med skyddat läge, och några gårdar vid dagens Dösjebro.
Dösjebro (Dysie bro) omnämns först i samband med slaget vid Dysie bro år 1181. Ärkebiskop Absalon i Lund som härstammade från Själland agerade kraftfullt och brutalt för att slå ner upproret i Skåne. Skåningarna var missnöjda med att själländska män satts in på ledande poster i Skåne, och även med Absalons utkrävande av tionde. När skånska stormän och bönder reste sig mot kyrkan i två uppror, och därmed även mot danske kungen Valdemar den store, kom denne över till Skåne med en själländsk här. Ett av slagen stod vid Dysie Bro år 1181, då skåningarna besegrades.
Dösjebro som modernt samhälle kom till tack vare järnvägen (Landskrona–Kävlinge Järnväg 1893), och orten har övertagit funktioner från grannbyarna, inte minst från Annelöv. Dösjebro har expanderat tydligt efter Västkustbanans invigning 2001, som gav bättre förbindelser norrut.

### Befolkningsutveckling
| Befolkningsutvecklingen i Dösjebro 1960–2020 | Befolkningsutvecklingen i Dösjebro 1960–2020 | Befolkningsutvecklingen i Dösjebro 1960–2020 | Befolkningsutvecklingen i Dösjebro 1960–2020 | Befolkningsutvecklingen i Dösjebro 1960–2020 |
| -------------------------------------------- | -------------------------------------------- | -------------------------------------------- | -------------------------------------------- | -------------------------------------------- |
|                                              |                                              |                                              |                                              |                                              |
| År                                           |                                              |                                              | Folkmängd                                    | Areal (ha)                                   |
| 1960                                         | 1960                                         |                                              | 268                                          |                                              |
| 1965                                         | 1965                                         |                                              | 409                                          |                                              |
| 1970                                         | 1970                                         |                                              | 438                                          |                                              |
| 1975                                         | 1975                                         |                                              | 517                                          |                                              |
| 1980                                         | 1980                                         |                                              | 635                                          |                                              |
| 1990                                         | 1990                                         |                                              | 622                                          | 53                                           |
| 1995                                         | 1995                                         |                                              | 626                                          | 53                                           |
| 2000                                         | 2000                                         |                                              | 640                                          | 55                                           |
| 2005                                         | 2005                                         |                                              | 752                                          | 57                                           |
| 2010                                         | 2010                                         |                                              | 858                                          | 57                                           |
| 2015                                         | 2015                                         |                                              | 866                                          | 68                                           |
| 2020                                         | 2020                                         |                                              | 936                                          | 71                                           |
|                                              |                                              |                                              |                                              |                                              |

## Industri
Redan innan Tobaksmonopolet fanns en cigarrmakare i Dösjebro, men när monopolet 1918 köpte en jordbruksfastighet uppförde de tobaksmagasinet och tillhörande fastigheter. Bland annat uppfördes sju torklador, av vilka inga finns kvar. 
Tobaksmagasinet i Dösjebro var en försöksanläggning där olika sätt att torka tobaken testades.
Tobaksmagasiniet avvecklades 1946, och fastigheten användes sedan av Landskronaföretaget Emil Emonds AB för textiltillverkning i drygt 10 år. Därefter stod fastigheten tom till 1964 när marklägenheter utvecklades i en del av komplexet. 

## Samhället
Orten har en förskola, grundskola, järnvägsstation, lanthandel, bensinstation, äldreboende m.m. Föreningslivet består bland annat av fotbollsklubben Dösjöbro IF, scoutkåren och byalaget.